# پست ترکیبی

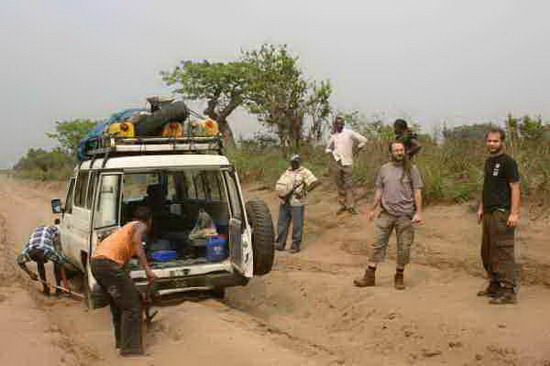
پست ترکیبی می‌تواند از چالش‌های ناشی از فاصله و زیرساخت جلوگیری کند.

پست ترکیبی یا نامه هیبریدی (به انگلیسی: Hybrid mail) نامه‌ای است که با استفاده ترکیبی از تحویل الکترونیکی و فیزیکی تحویل داده می‌شود. معمولاً، این شامل داده و اطلاعات دیجیتال تبدیل شده به آیتم‌های فیزیکی در مراکز چاپ توزیع شده‌است که در نزدیک‌ترین آدرس‌های تحویل نهایی واقع شده‌اند.
یک نامه الکترونیکی (همچنین Letter Mail , L-Mail) نامه‌ای است که توسط کامپیوتر به عنوان یک ایمیل ارسال می‌شود و پس از آن چاپ شده و به عنوان یک نامه سنتی (طبیعی و عینی) تحویل داده می‌شود. این یک وسیله ارتباطی بین سایبر مجازی و دنیای واقعی مادی است.
پرینتر یا عامل ارسال ایمیل، پست الکترونیکی را روی کاغذ چاپ می‌کند و عامل حمل و نقل پستی آن را به یک پاکت انباشته و بسته‌بندی می‌کند و عامل تحویل پستی (پستچی) آن را به صندوق پستی گیرنده منتقل می‌کند.
معمولاً هزینه‌هایی برای این کار وجود دارد، با این حال مقدار بسیار کوچک و تکی ایمیل ممکن است بسته به ارائه دهنده خدمات رایگان باشد و به‌طور کلی هزینه آن بسیار پایین‌تر از ارسال مستقیم نامه یا Franking Machine (دستگاهی که به پاکت تمبر و مهر پست مجانی می‌زند و پول آن را جمع زده و یکجا به اداره پست می‌پردازد) است.
شواهدی وجود دارد که در کشورهای توسعه یافته پست‌ها به‌طور فزاینده از نامه‌های هیبریدی استفاده می‌کنند تا پیشرفت تاریخی در سرمایه‌گذاری در زیرساخت‌ها و کیفیت خدمات داشته باشند. این شبیه به یک کشور بدون خط تلفن زمینی گسترده‌است که به‌طور مستقیم به شبکه تلفن همراه منتقل و وصل می‌شود.
پیشرفت تکنولوژی اغلب توسط شرکت‌های خصوصی برای پر کردن شکاف در خدمات پستی عمومی استفاده می‌شود. در انگلستان ارائه دهندگان خدمات به خاطر شرایط خاص نظارتی که وجود دارد افزایش چشمگیری داشته‌است که به شرکت Royal Mail نیاز دارد تا نرخ‌های پستی پر سود رو به پایین به ارئه دهندگان خدمات هیبریدی پیشنهاد دهد.
همچنین سیستم‌های معکوس وجود دارد که در آن نامه‌های دستی می‌توانند به صورت ایمیل ارسال شوند. این سرویس اسکن نامه گاهی اوقات به نام ایمیل نامه(Letter Mail) نامیده می‌شود، به‌طور فزاینده‌ای بین کارمندان و افرادی که مایل به دسترسی به نامه خود از کشور دیگری هستند محبوب است. با این حال باید مراقبت ویژه‌ای را برای بررسی قوانین محلی و شیوه اسکن ارائه دهنده خدمات در نظر گرفت تا تضمین کند که نامه‌ها خوانده نمی‌شوند.

## مطالعه بیشتر
- E-COM
- .post
- Mail forwarding
- Email forwarding
- Online post office
- Personal letter
- Postal history
- Print-to-mail
- V-mail
- Post On Demand
- Webmail
- PostGreen